# Klocksin
Klocksin ist eine Gemeinde im Landkreis Mecklenburgische Seenplatte in Mecklenburg-Vorpommern (Deutschland). Sie wird vom Amt Seenlandschaft Waren mit Sitz in der Stadt Waren (Müritz) verwaltet.

## Lage und Ortsteile
Die Gemeinde Klocksin in der Mecklenburgischen Seenplatte liegt auf der Nordsee-Ostsee-Wasserscheide. Während der nördlich von Klocksin gelegene Malchiner See über die Peene zur Ostsee entwässert, fließen die Gewässer südlich von Klocksin (Schmelzwasserrinne der Loppiner-Klocksiner Seenplatte, u. a. Flacher See) über die Müritz, Elde und Elbe zur Nordsee. Der größte Teil der Gemeinde liegt im Naturpark Nossentiner/Schwinzer Heide. Die Städte Teterow und Waren (Müritz) sind jeweils 16 km von Klocksin entfernt.
Umgeben wird Klocksin von den Nachbargemeinden Dahmen im Norden, Moltzow im Osten, Grabowhöfe und Jabel im Süden, Hohen Wangelin im Westen sowie Vollrathsruhe im Nordwesten.
Zu Klocksin gehören die Ortsteile und Wohnplätze Blücherhof, Lütgendorf, Neuhof und Sapshagen.

## Geschichte
Das heutige Blücherhof geht auf den ursprünglich slavischen Flurnamen Glans zurück, ist aber bis heute nicht in Gänze geklärt worden. Es war Besitz des Hans Rudolf von Linstow. Mitte des 19. Jahrhunderts gelangte die Familie Hintzen von Hintzenstern, 1753 in Wien in den Reichsadelsstand erhoben in den Besitz von Blücherhof. Gutsherr wurde August sen. von Hintzenstern (1818–1886), großh.-mecklenb. Premier-Lieutenant. Nach Eigenangaben verkauften die Hintzenstern 1874 Blücherhof. Die Nachfahren wurden u. a. bekannte Theologen und Künstler. Ihren Lebensabend in Blücherhof verbrachte Anna Freifrau von Maltzahn, geb. von Plessen (1856–1895). Sie wurde zur Gründerin des Mecklenburgischen Frauenvereins für Frauenmission.
Das Gut Klocksin gehörte bis zum 14. Jahrhundert der Familie von Linstow, die es dann an die Familie von Bassewitz verpfändete. Im Jahre 1782 war die Familie Frisch, ab 1819 in Bayern/1820 in Mecklenburg von Frisch, Eigentümer des Gutes. Nachgewiesen ist hier Martin Diedrich Johann Leonhard von Frisch, verheiratet mit Marie von der Osten. Ihre Tochter Hedwig heiratete 1888 in Klocksin den späteren General Wilhelm von Woyna. 1890 ist die Familie von Frisch auf Klocksin im Deutschen Millionär-Adressbuch aufgeführt. Um 1900 wurde an einer Lindenallee eine Kapelle errichtet. Letzter Vertreter der genannten Gutsbesitzerfamilie und Erbe wurde Achim von Frisch, der mit seiner ersten Frau Eveline von Portatius schon ab etwa 1916 durchweg in Berlin lebte, das Gut selbst verpachtete. Um 1928 gehörten dem besagten Rittmeister von Frisch in Klocksin gesamt 1013 ha, und in Neu Sapshagen mit Heller Mühle weitere 240 ha. Diese Güter waren teils allodialer Besitz wie auch eingebunden in einem Familienfideikommiss. Im Jahre 1933 wurde das Gut an die Mecklenburgische Siedlungsgesellschaft verkauft. Es entstanden zwölf Ansiedlungen und der Resthof ging an Otto Grambow.
Neuhof liegt nördlich von Klocksin.
Der vormals bestehende Gutsbereich in Sapshagen war im Besitz der Familie von Linstow. Es folgte die Familie von Oertzen, durch Heirat dann an einen Kriegsrath von der Lühe. Das alte Bauerndorf Sapshagen wurde gelegt, die Kleinwirte mit ihren Betrieben nach Neu-Sapshagen überführt.

## Politik

### Gemeindevertretung und Bürgermeister
Der Gemeinderat besteht (inkl. Bürgermeisterin) aus 6 Mitgliedern. Die Wahl zum Gemeinderat am 26. Mai 2019 hatte folgende Ergebnisse:
| Partei/Bewerber        | Prozent | Sitze |
| ---------------------- | ------- | ----- |
| Wählergruppe Klocksin  | 29,83   | 2     |
| Einzelbewerberin Stolt | 10,52   | 1     |
| Einzelbewerberin Mense | 8,97    | 1     |
| Einzelbewerber Balmer  | 8,97    | 1     |

Bürgermeisterin der Gemeinde ist Angela Schütze, sie wurde mit 51,78 % der Stimmen in der Stichwahl gewählt.

### Dienstsiegel
Die Gemeinde verfügt über kein amtlich genehmigtes Hoheitszeichen, weder Wappen noch Flagge. Als Dienstsiegel wird das kleine Landessiegel mit dem Wappenbild des Landesteils Mecklenburg geführt. Es zeigt einen hersehenden Stierkopf mit abgerissenem Halsfell und Krone und der Umschrift GEMEINDE KLOCKSIN • LANDKREIS MECKLENBURGISCHE SEENPLATTE.

## Sehenswürdigkeiten
Die Dorfkirche Lütgendorf aus dem 13. Jahrhundert ist eine Feldsteinkirche. 1775 wurde der Ostgiebel in Fachwerk gestaltet. Der Kanzelaltar und die Patronatsloge stammen aus der zweiten Hälfte des 18. Jahrhunderts. Kirche, freistehender Glockenstuhl mit einer Glocke von 1860 und die ehemalige Dorfschule bilden ein sehenswertes Ensemble.
Bei der Straße nach Blücherhof liegt eine abgestorbene sehr alte Ulme im Schilf des Flachen Sees. Weiter oben steht eine mächtige Eiche.
Das Gutshaus in Klocksin ist ein zweigeschossiger, dreizehnachsiger Putzbau mit Sockelgeschoss und Walmdach. Bei Umbauarbeiten um 1830 erhielt der Bau seine klassizistische Form. Die stuckverzierte Fassade wurde während der DDR-Zeit glatt geputzt. Das Gut gehörte bis zum 14. Jahrhundert der Familie von Linstow, die es dann an die Familie von Bassewitz verpfändete. Das Gutshaus ist heute Gemeindesitz. Der romantische Park führt zum See. Am Weg liegt der Friedhof mit einem Gedenkstein für die Gefallenen des Zweiten Weltkriegs und einem Begräbnisplatz von 15 Toten aus dem Jahre 1945.
Schloss Blücherhof ist ein neobarocker Putzbau von 1902. Zu der Anlage zählen auch ein ebenfalls neobarockes Wirtschaftsgebäude mit Dachturm und ein Taubenhaus. Den bedeutenden Garten für Dendrologie ließ Alexander Koenig 1900–1906 von Georg Kuphaldt anlegen. Die Kunstschmiedearbeiten stammen aus der Godesberger Werkstatt von Georg Gernhard (1860–1943).

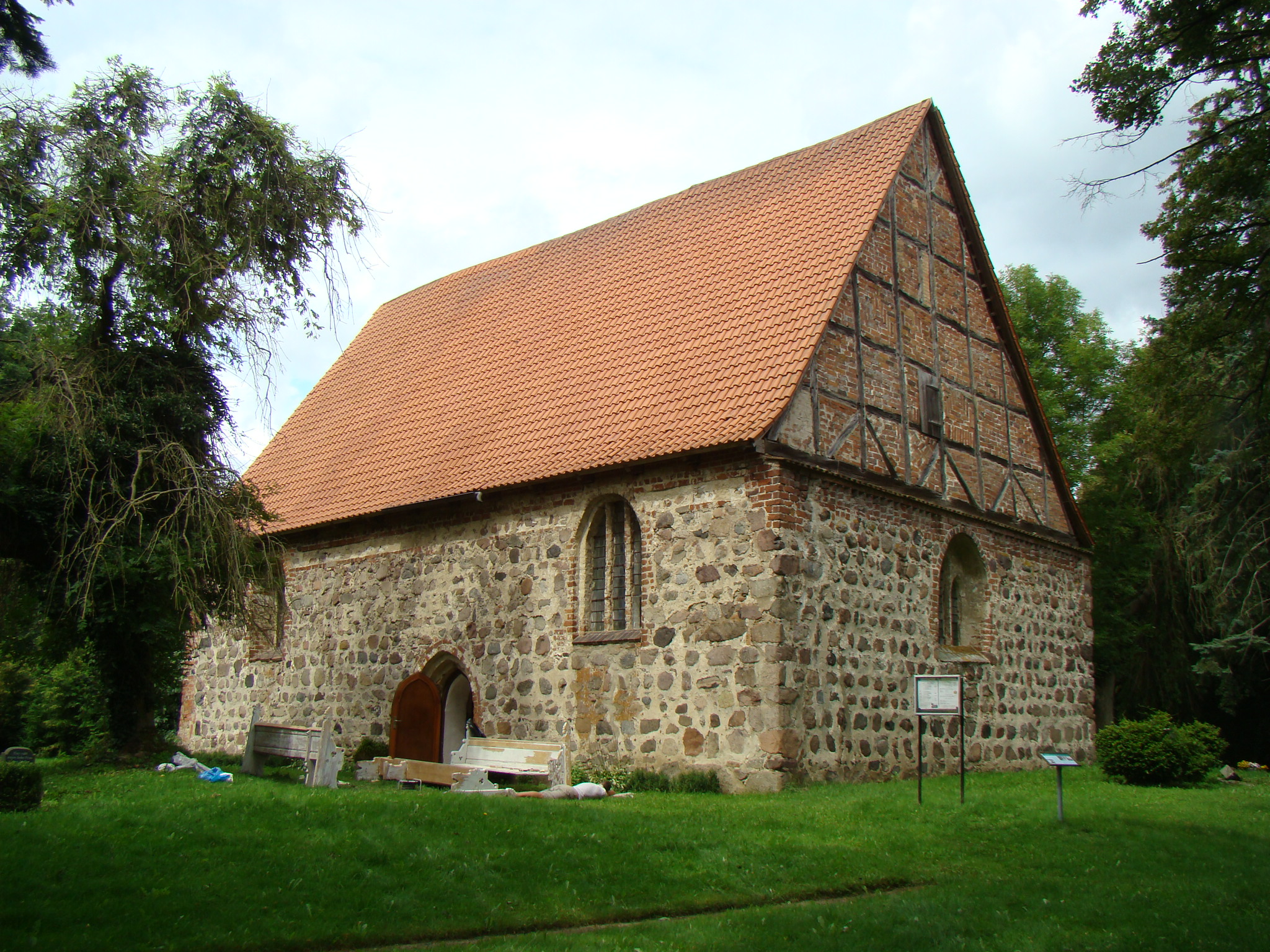
Kirche Lütgendorf
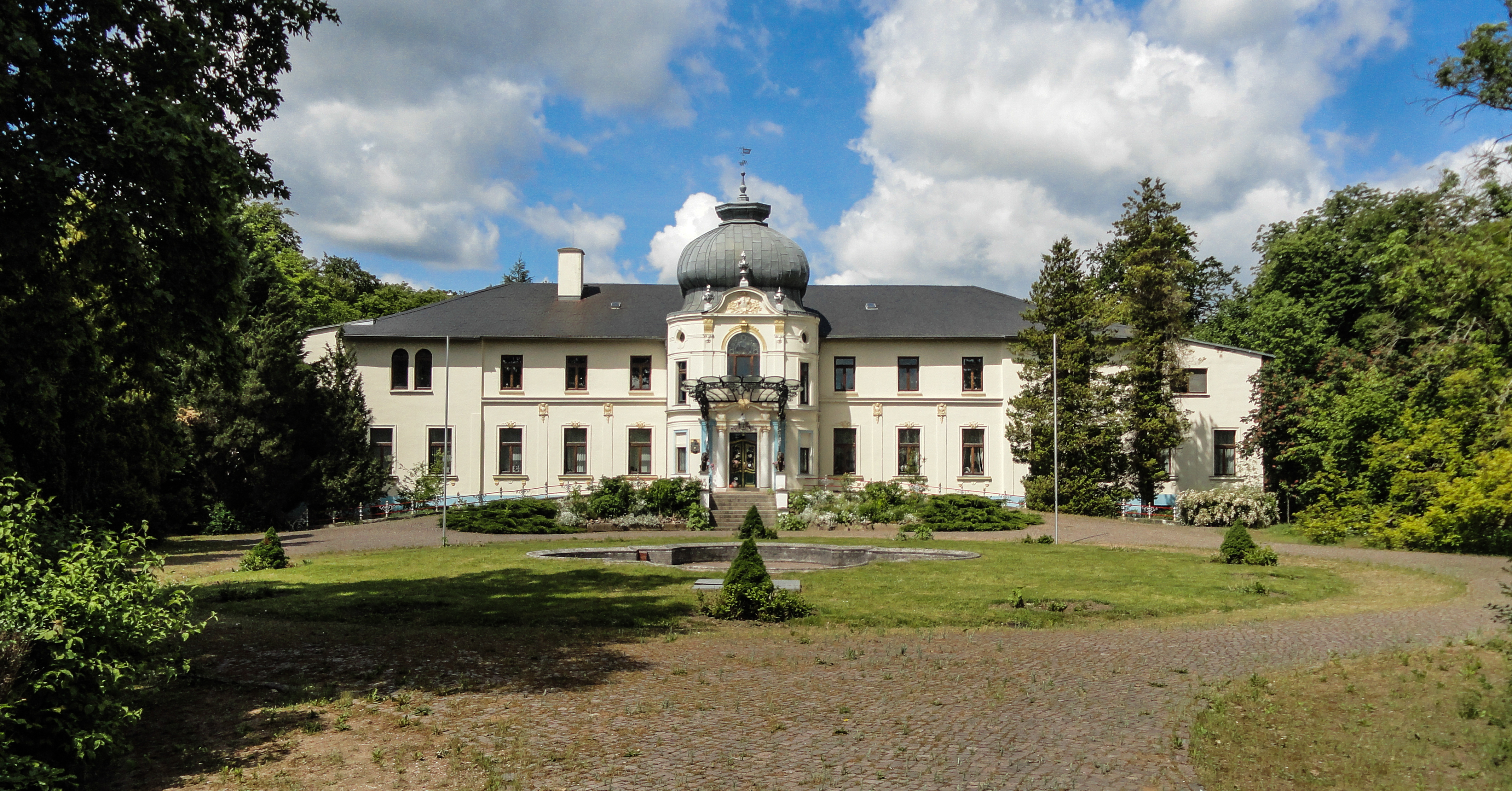
Schloss Blücherhof

## Wirtschaft und Verkehr

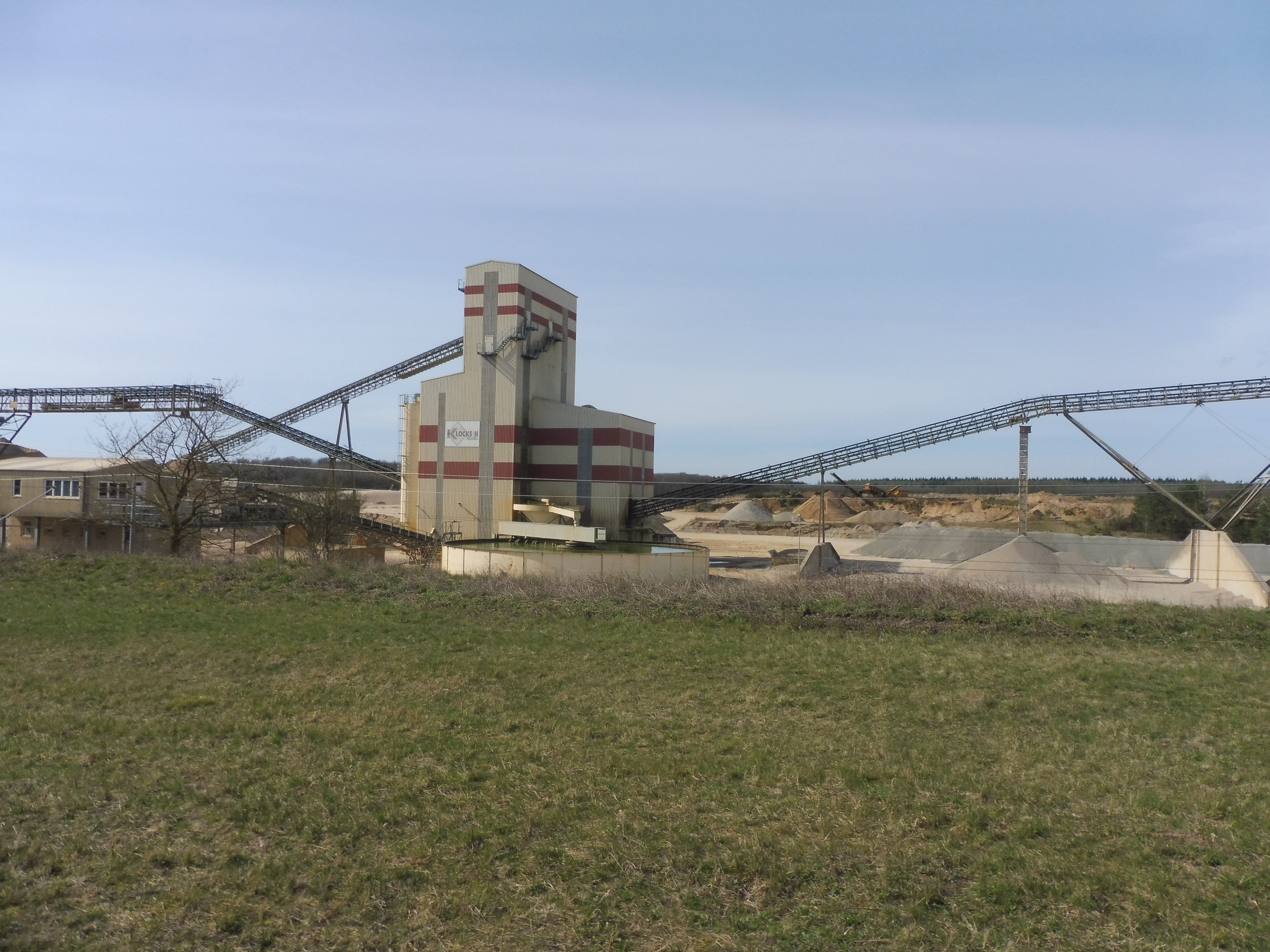
Kies- und Sandwerk Klocksin

Das Gemeindegebiet wird von der Landwirtschaft geprägt, der Fremdenverkehr spielt eine zunehmend wichtige Rolle. In den letzten Jahren (Stand 2024) sind in Klocksin viele Eigenheime entstanden. Im Jahre 1995 begann der Bau des Kies- und Sandwerks, das 1996 in Betrieb ging. Es hat einen Gleisanschluss an die Bahnstrecke Neustrelitz–Warnemünde (Lloydbahn).
Klocksin liegt nahe der Bundesstraße 108 von Teterow nach Waren (Müritz), der Autobahnanschluss Linstow (A 19) ist 13 Kilometer entfernt. Die nächsten Bahnhöfe befinden sich in Waren und Teterow.

## Persönlichkeiten
- Johann Krüger (1869–1936), SPD-Politiker, geboren in Lütgendorf
- Martin Rehmer (1881–1935), Ingenieur
- Jana Schmidt 1972 geboren in Teterow

## Belege
1. ↑  Statistisches Amt M-V – Bevölkerungsstand der Kreise, Ämter und Gemeinden 2023 (XLS-Datei) (Amtliche Einwohnerzahlen in Fortschreibung des Zensus 2022) (Hilfe dazu).
2. ↑  P. Kühnel: Die slavischen Ortsnamen in Meklenburg. C. Brünslow, Neubrandenburg 1882, S. 170.
3. ↑  L. Fromm: Register über die Jahrgänge XXXI bis XL der Jahrbücher und Jahresberichte des Vereins für me(c)klenburgische Geschichte und Alterthumskunde. Stiller, Schwerin 1887, S. 5.
4. ↑  Gothaisches Genealogisches Taschenbuch der Briefadeligen Häuser. 1916. Zehnter Jahrgang, Justus Perthes, Gotha 1915, S. 396 f.
5. ↑  Grosherzoglich Meklenburg-Schwerinscher Staats-Kalender. 1850. Verlag Hofbuchdruckerei, Schwerin 1850, S. 169.
6. ↑  Gothaisches Genealogisches Taschenbuch der Adeligen Häuser. Zugleich Adelsmatrikel. Teil B (Briefadel). 1932. 24. Jahrgang, Justus Perthes, Gotha 1931, S. 251. Siehe: FamilySearch (Kostenfrei).
7. ↑  Vgl. Elsbeth von Plessen:
Anna von Maltzahn geb. v. Plessen und die Gründung des Meckl. Frauenvereins für Frauenmission. Ein Lebensbild. Verlag
Fr. Bahn, Schwerin 1912.
8. ↑  Marianne Beese: Familie, Frauenbewegung und Gesellschaft in Mecklenburg 1870–1920. Situation der Frauen und weibliche Lebensläufe. 1. Auflage, 11. Leben und Wirken von Frauen des Mecklenburger Landadels. Neuer Hochschul-Schriften-Verlag Koch, Rostock 1999, ISBN 3-929544-76-8, S. 392 ff.
9. ↑  von Frisch, In: Archiv für Landeskunde in den Grossherzogthümen Mecklenburg. Achtzehnter Jahrgang, Verlag der Hofbuchdruckerei A. W. Sandmeyer, Schwerin 1868, S. 306.
10. ↑  Gustav von Lehsten: Der Adel Mecklenburgs seit dem landesgrundgesetzlichen Erbvergleiche (1755). J. G. Tiedemann, Rostock 1864, S. 74. Digitalisat
11. ↑  von Frisch, Rbs. Klocksin b. Vollratsruhe, Mcklbg., In: Deutsches Millionär-Adressbuch 1890. Druck Schuster & Priess, Berlin 1890, S. 59.
12. ↑  Gothaisches Genealogische Taschenbuch der Adeligen Häuser. Zugleich Adelsmatrikel der Deutschen Adelsgenossenschaft. Teil B (Briefadel). 1940. 32. Jahrgang, Justus Perthes, Gotha 1939, S. 178–179. Siehe: FamilySearch (Kostenfrei)
13. ↑  Ernst Seyfert, Hans Wehner, W. Baarck: Landwirtschaftliches Adreßbuch der Rittergüter, Güter und Höfe von Mecklenburg-Schwerin und -Strelitz. Verzeichnis sämtlicher Rittergüter, Güter und Höfe von ca. 20 ha aufwärts mit Angabe der Gutseigenschaft, der Gesamtfläche und des Flächeninhalts der einzelnen Kulturen. In: Niekammer’s Landwirtschaftliche Güter-Adreßbücher (Letzte Ausgabe Mecklenburg / Paul Niekammer Nachf.). 4. Auflage. Band IV. Verlag von Niekammer’s Adreßbüchern GmbH, Leipzig 1928, S. 200. u. 206 (g-h-h.de).
14. ↑  Neuhof 183: Neuhof, Mecklenburg-Schwerin, In: Gazetter. Meyersgaz.org.
15. ↑  E. Saß: Urkundliche Geschichte der Familie von Oertzen. 5, Schwerin 1889, S. 197.
16. ↑  Zweckverband Kommunale Datenverarbeitung Oldenburg(ZKO)
17. ↑  Zweckverband Kommunale Datenverarbeitung Oldenburg (ZKO): PDF
18. ↑  Verwaltungsportal.de/Dateien: Hauptsatzung § 2 Abs. 1.
19. ↑  Friedhof Klocksin, In: Matthias Hübner (Hrsg.): Dorfkirchen in MV, Neddemin 2023.
20. ↑  Der Gedenkstein und der kleine Friedhof in Klocksin.
21. ↑  Heiko Zerwer: Der dendrologische Park Blücherhof. Vorarbeiten für ein Parkpflegewerk mit Hilfe eines rechnergestützten Informationssystems. TU, Univ.-Bibliothek, Abt.  Publ., Berlin 1998, In: Materialien zur Geschichte der Gartenkunst. 3, ISBN 3-7983-1784-4.
22. ↑  Horst Heidermann: Die Kunstschmiede Gernhard. In: Godesberger Heimatblätter. Jahresband des Vereins für Heimatpflege und Heimatgeschichte Bad Godesberg e. V. Band 54/2016, Hrsg. Verein für Heimatpflege und Heimatgeschichte Bad Godesberg, Bad Godesberg 2017, S. 32–52 (hier: S. 41–45). ISSN 0436-1024